# Joyas de los Nizams de Hyderabad

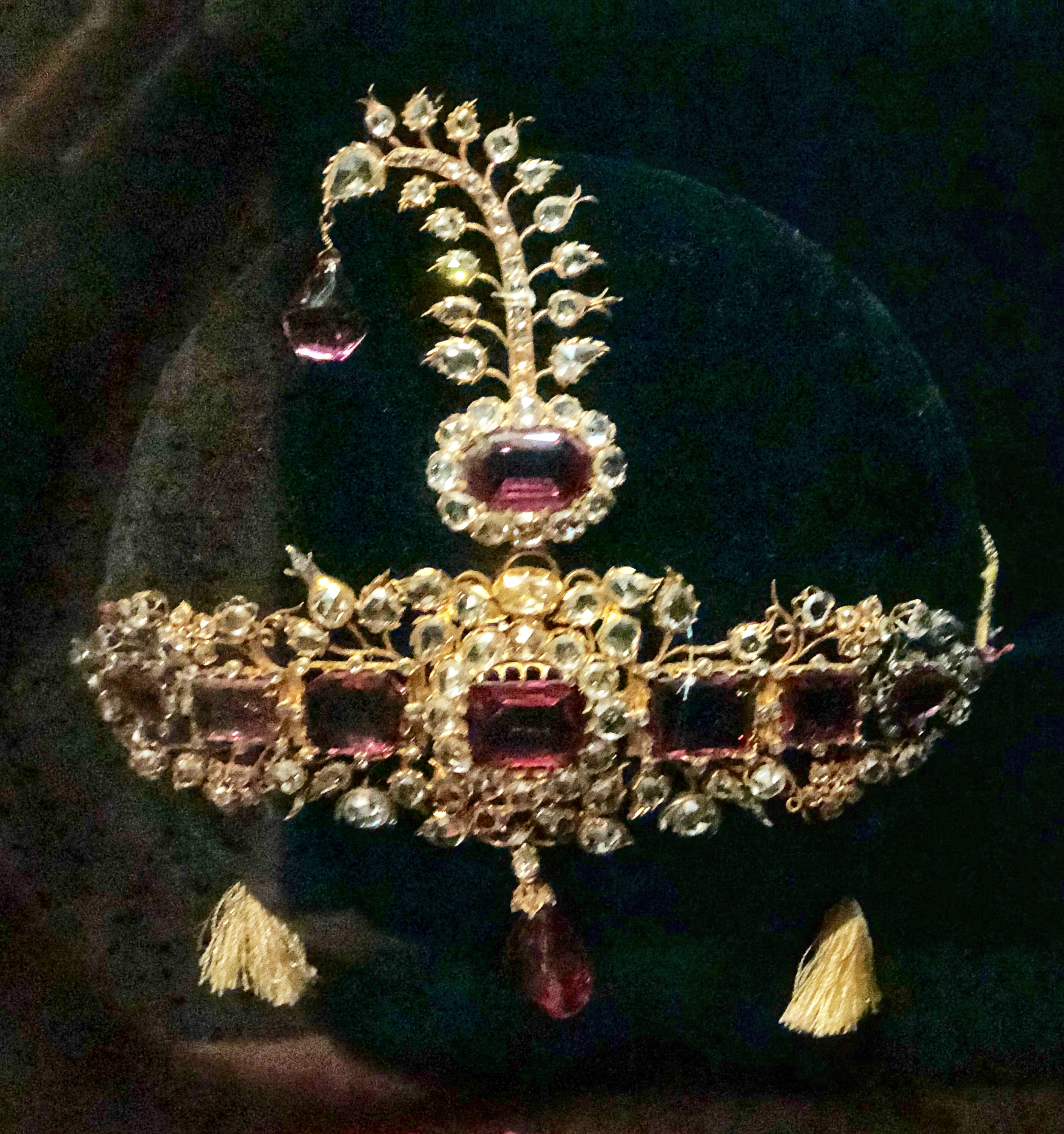
Una corona decorativa de los Nizams de Hyderabad

Las Joyas de los Nizams de Hyderabad se encuentran entre las colecciones más grandes y valiosas de gemas de la India actual. Las joyas pertenecieron a los Nizams, gobernantes del estado de Hyderabad.
Tras la anexión de su reino por la Unión de la India, el gobierno indio prohibió al Nizam y a sus herederos tomar posesión de la colección, alegando que se trataba de un tesoro nacional. Tras numerosos litigios, el diamante Jacob, junto con otras joyas de los Nizams, fueron adquiridos en 1995 por el Gobierno de la India al fideicomiso de los Nizam por un valor estimado de 13 millones de dólares. La colección de joyas está depositada en las bóvedas del Banco de la Reserva de la India en Bombay.

## Significado

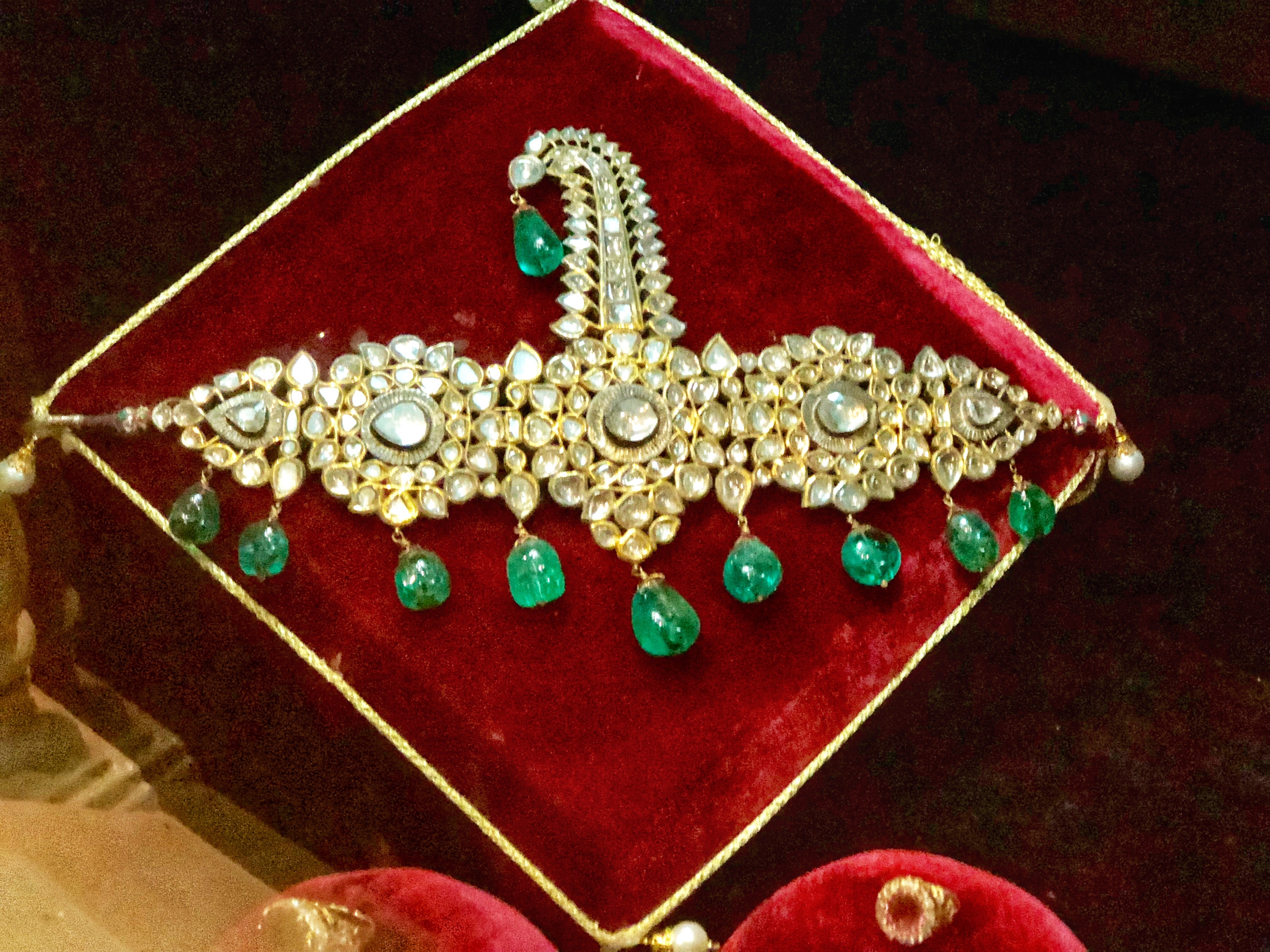
Una corona que forma parte de las Joyas

Antiguamente propiedad de los Nizams, iura regalia (símbolos de poder), los adornos datan de principios del siglo XVIII y principios del siglo XX. Elaborados en oro y plata, muchos de ellos están adornados con esmaltes. Las joyas están engastadas con gemas, incluyendo esmeraldas colombianas, diamantes de la mina Kollur del distrito de Guntur y de la mina de diamantes del distrito de Krishna (actualmente grupo minero de diamantes de Andhra Rayalaseema), rubíes y espinelas birmanas, y perlas de Basora y del golfo de Mannar.
Hay 173 joyas, incluyendo diamantes y esmeraldas con un peso cercano a 2000 quilates (0,4 kg), y una serie de perlas con un peso superior a 40.000 chows (unos 50 gramos cada una). La colección incluye adornos cuajados de gemas, turbantes, collares, colgantes, cinturones, hebillas, pendientes, brazaletes, pulseras, ajorcas, gemelos, botones, relojes de bolsillo, anillos, y aretes para la nariz. Entre ellos se encuentra el collar de perlas de siete hilos Basora, conocido como Satlada, que tiene 465 perlas incrustadas. Una de las posesiones más preciadas de la colección es el diamante Jacob, el quinto diamante más grande del mundo, con un peso de 184,75 quilates. Permaneció guardado en un zapato en el Palacio de Chowmahalla y posteriormente se utilizó como pisapapeles durante mucho tiempo.

## Historia de las joyas

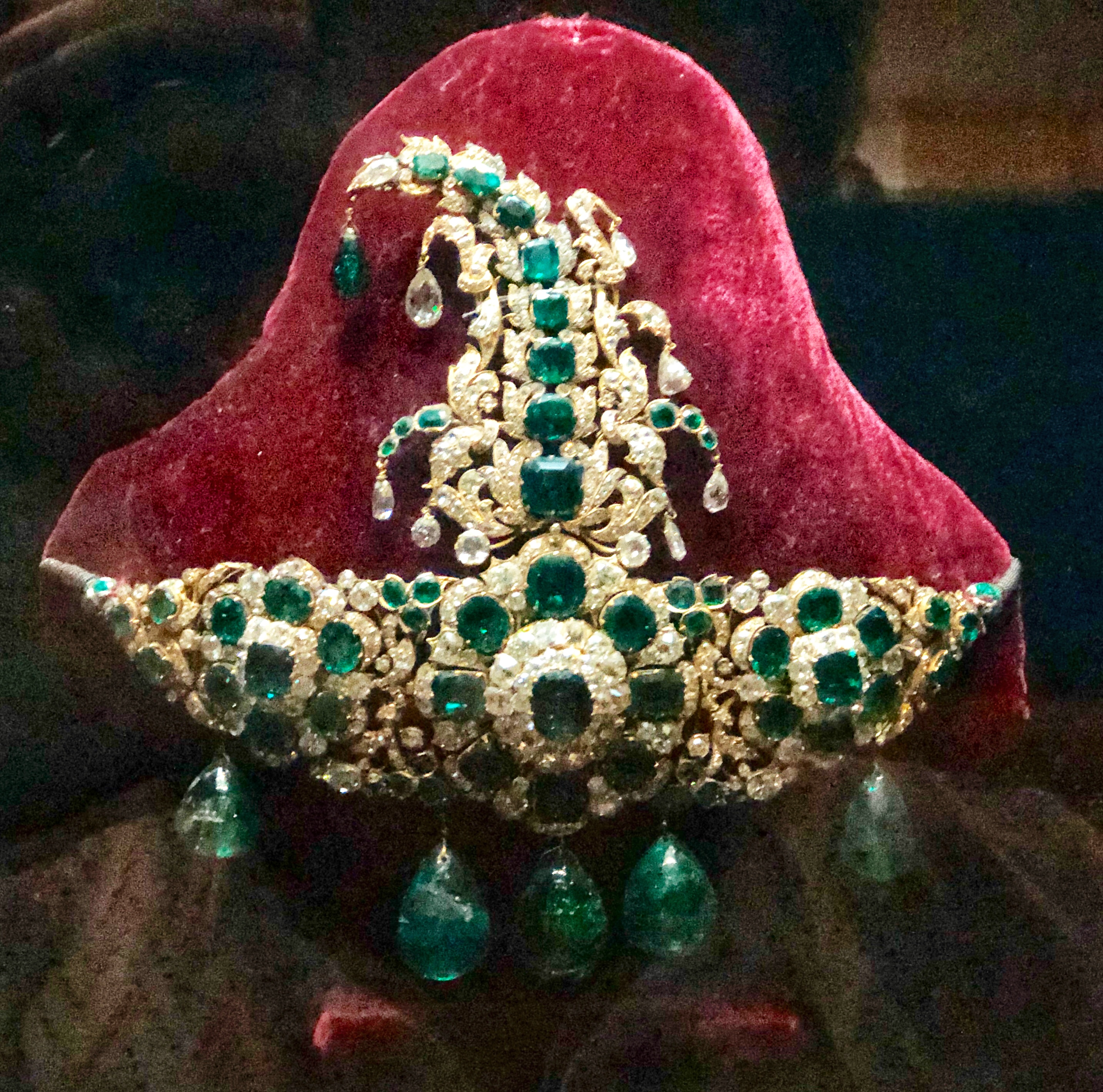
Una corona decorativa tachonada de esmeraldas

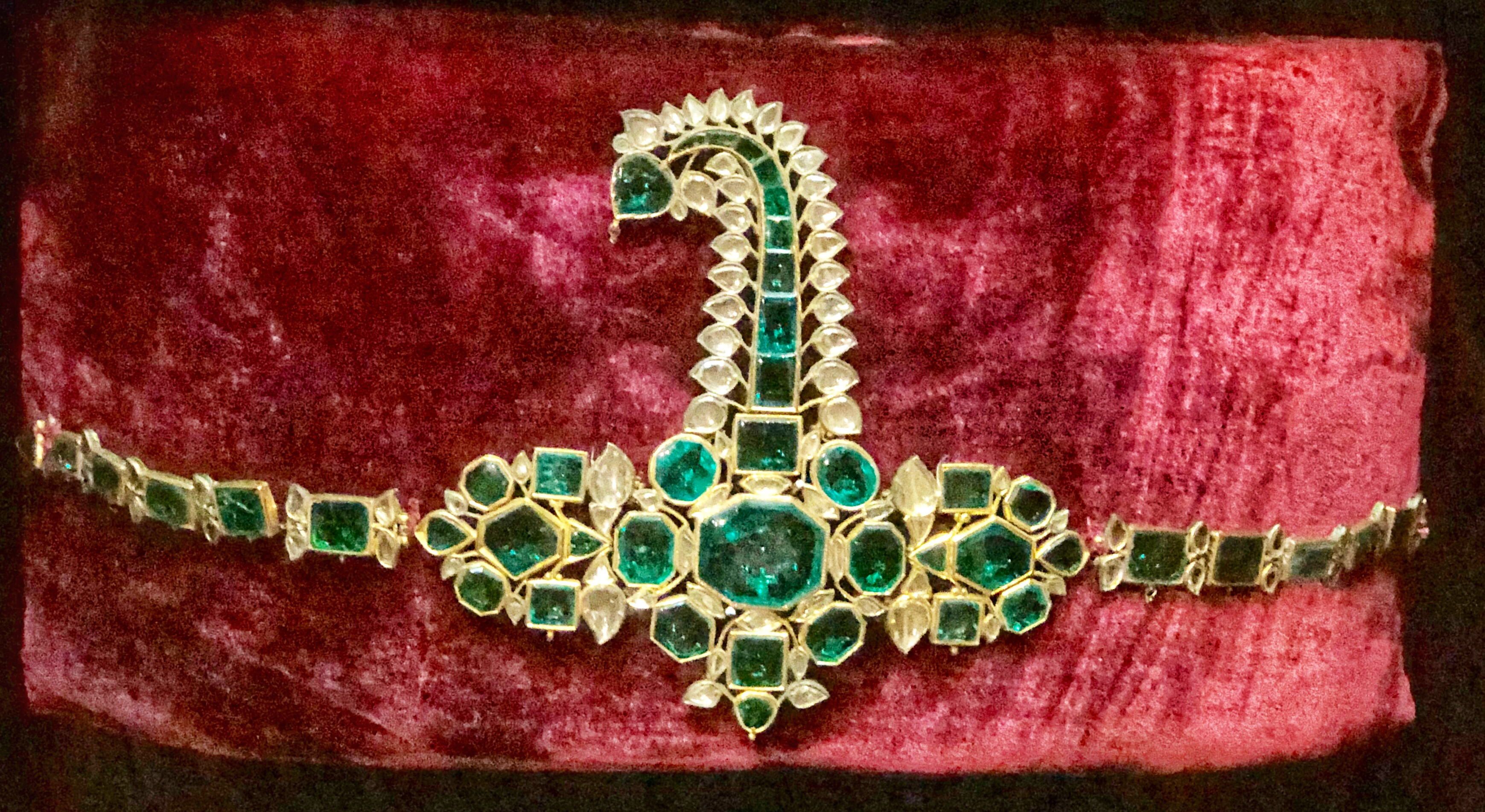
Una corona decorativa de los Nizams de Hyderabad

En 1995, el gobierno indio adquirió las joyas por 218 libras crore (unos 70 millones de dólares estadounidenses), muchos años después del fallecimiento del último Nizam de Hyderabad, Asaf Jah VII, en 1967. Inicialmente, el gobierno intentó comprar la colección por tan solo 25 millones de dólares. Quince años después, la corte suprema de la India finalmente fijó un precio de unos 65 millones de dólares, mucho menor que la estimación de 350 millones de dólares de Sotheby's. La mayor parte (20 millones de dólares) fue para el primer nieto del Nizam, Mukarram Jah.
La colección se encuentra en manos del Gobierno de la India y se depositó en las bóvedas del Banco de la Reserva de la India en su sede de Bombay. Se ha exhibido en varias ocasiones, como en las exposiciones organizadas en 2001 y 2006 en el Museo Nacional de Nueva Delhi y el en el Museo Salar Jung de Hyderabad.
Tras la negativa inicial del Gobierno de la India a comprar las joyas en la década de 1970, los funcionarios del Fideicomiso de Joyería de los Nizam pretendían vender 37 de las 65 joyas a entidades indias y extranjeras. Sin embargo, la princesa Fátima Fouzia, nieta del Nizam, intervino. Acudió al Tribunal Civil de la Ciudad de Hyderabad y notificó que ni todos los fideicomisarios habían acordado la venta ni la licitación se había difundido lo suficiente a nivel internacional como para que los herederos obtuvieran el precio justo por las joyas.
A esto le siguieron una serie de casos judiciales en el Tribunal Superior de Hyderabad y el Tribunal Supremo de la India.
A principios de la década de 1990, las joyas iban a ser subastadas a particulares por un precio muy inferior a su valor real. Fátima Fouzia, madre del bisnieto de Nizam Himayat Ali Mirza, presentó una petición para impedir que las joyas se vendieran a particulares.
Los príncipes Muffakham Jah, Najaf Ali Khan, Dilshad Jah, Himayat Ali Mirza y otros fideicomisarios del Fideicomiso de Joyería Nizam entregaron las joyas al gobierno de la India.
El bisnieto del Nizam, Himayat Ali Mirza, afirmó que las exclusivas joyas de los Nizams se encuentran entre las colecciones más elegantes del mundo. Recientemente, instó al Primer Ministro a trasladar la Joyería Nizam a Hyderabad, estableciendo un museo en la ciudad.
Junto con las joyas del Nizam se encuentran dos monedas de oro Bari con un valor de cientos de crores. Himayat Ali Mirza ha solicitado al gobierno central que estas monedas, acuñadas en escritura árabe, sean devueltas a Hyderabad.